# Hoogstraat (Eindhoven)
De Hoogstraat is een straat in het stadsdeel Gestel van de Nederlandse stad Eindhoven. Ze loopt vanaf de Grote Berg, Edenstraat en de Mauritsstraat naar de Blaarthemseweg en de Grieglaan.
Zijstraten van de Hoogstraat zijn de Gestelsestraat, Palingstraat, Rivierstraat, Philips de Goedelaan, Hallenweg, Hagenkampweg-Zuid, Spoorstraat, Baarsstraat, Boutenslaan (deze kruist de Hoogstraat), Botstraat, Kreeftstraat, Brahmslaan, Franz Leharplein, Tarbotstraat, Casselastraat, en de Reinkenstraat. De Hoogstraat is ca. 2,2 km lang.
Aan deze oude straat bevinden zich een tal van monumentale panden. Ook de Rooms-katholieke Sint-Lambertuskerk uit 1910-1911 alsook een monumentaal spoorhuis op de hoek Hagenkampweg-Zuid 38 en de Hoogstraat 172.

## Geschiedenis
Aan de Hoogstraat 39 bevond zich vroeger een rooms-katholieke kerk, het "Heilig Hart van Jezus". Deze noodkerk zat in een bedrijfsgebouw en dateerde uit 1919. Ze is in 1931 buiten gebruik gesteld en later gesloopt.
Aan de Hoogstraat 301 a hoek Genneperweg 11 zit ook het voormalige klooster "Zusters van Liefde" (1883). Sinds 1983 doet het nu dienst voor organisaties en leefgemeenschappen die betrokken zijn op mensen en de maatschappij. In september 2008 is het klooster overgedragen aan "Stichting De Hoogstrater".

## Trivia
Eindhoven kent ook een Laagstraat, deze straat loopt parallel achter het 2e gedeelte van de Hoogstraat vanaf de Botstraat tot de Grieglaan.

## Fotogalerij

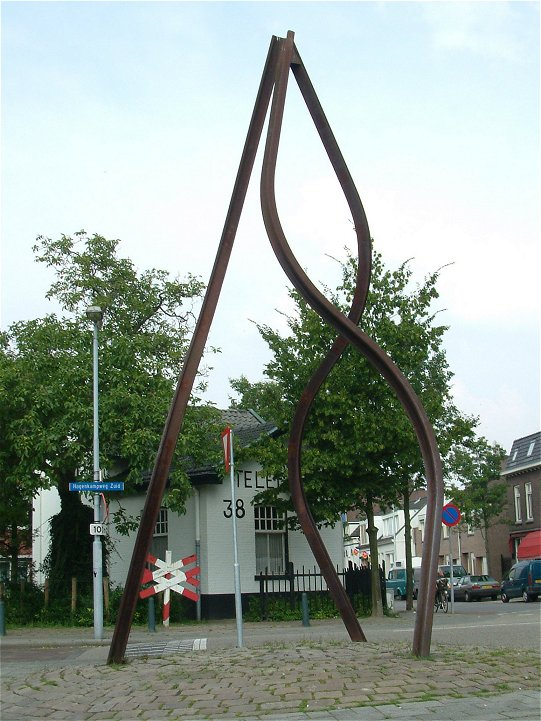
Spoorhuisje hoek Hagenkampweg-Zuid 38 en Hoogstraat 172 (gemeentelijk monument)
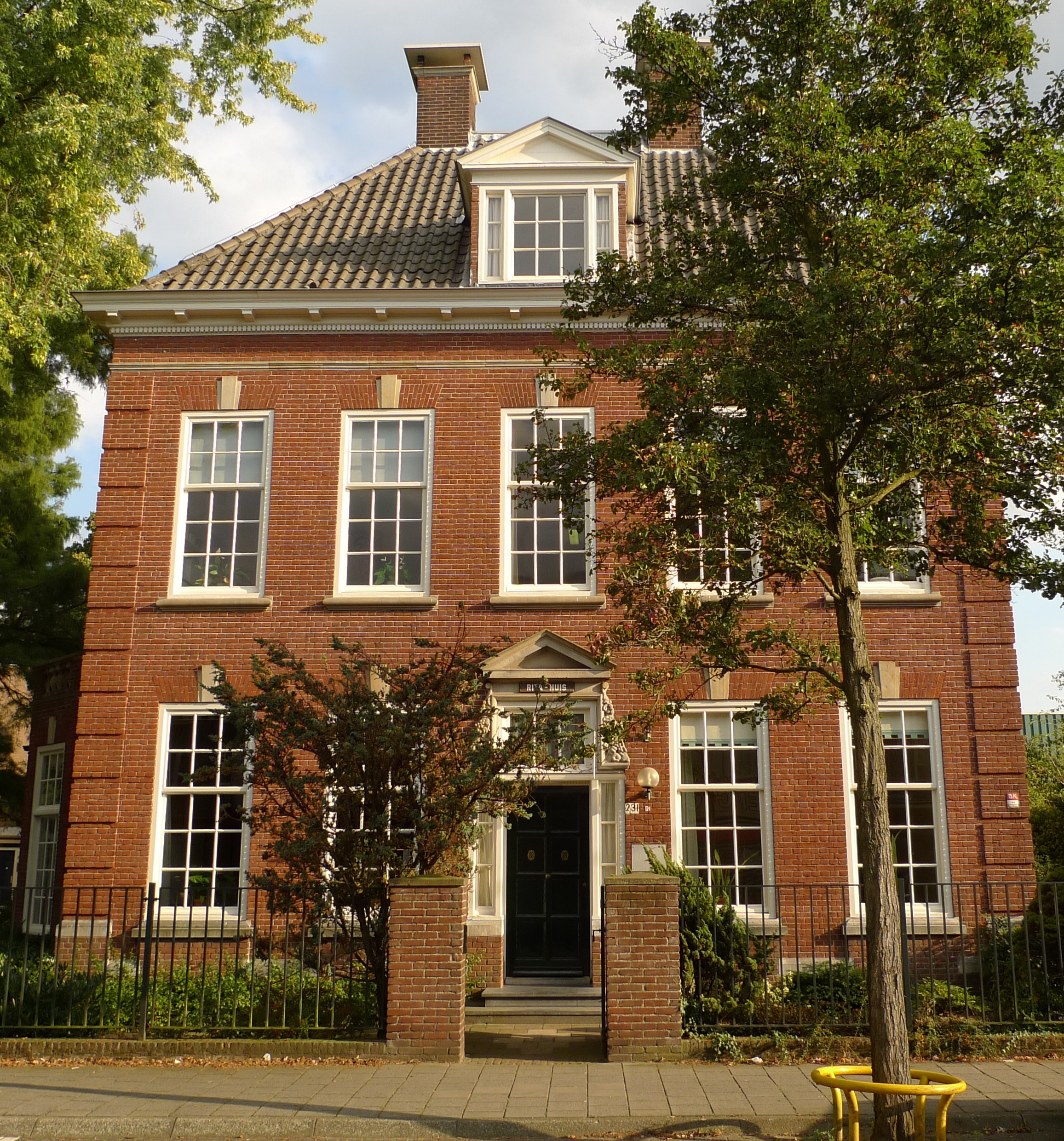
Huize Kera (thans "Ritahuis") aan de Hoogstraat 231 (rijksmonument)
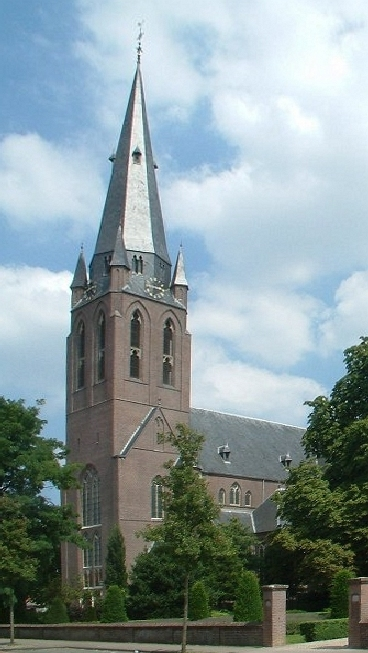
Sint-Lambertuskerk Hoogstraat 297 (rijksmonument)
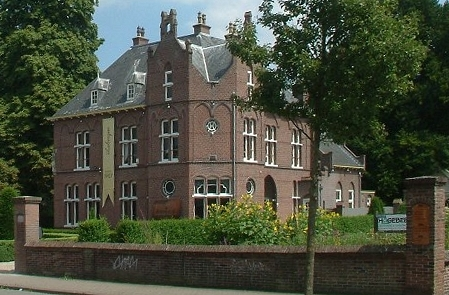
Pastorie Lambertuskerk aan de Hoogstraat 301 (rijksmonument)
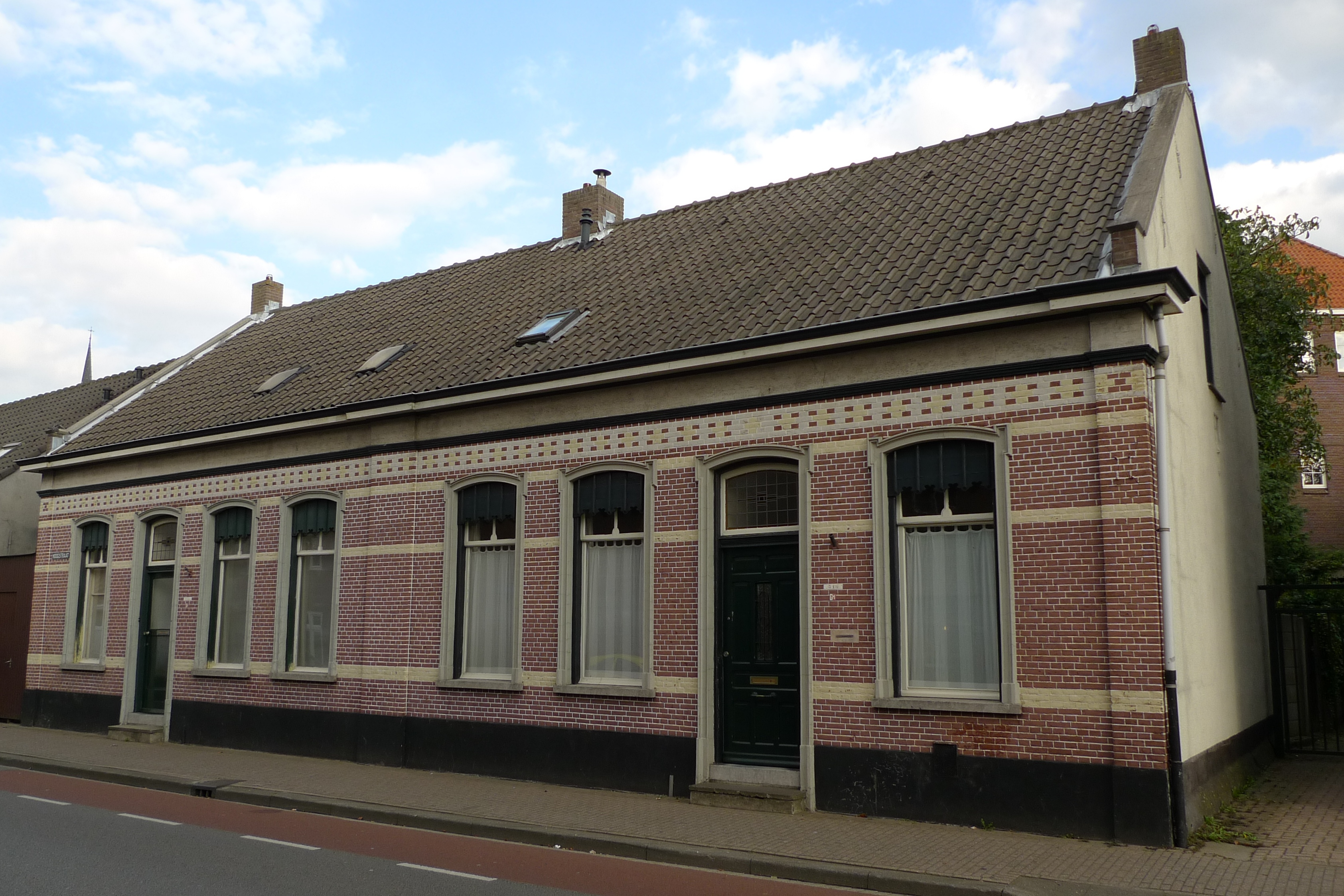
Hoogstraat 313-315 (rijksmonument)